# Saint-Denis-des-Coudrais
Saint-Denis-des-Coudrais és un municipi francès situat al departament del Sarthe i a la regió de País del Loira. L'any 2007 tenia 118 habitants.

## Demografia

### Població
El 2007 la població de fet de Saint-Denis-des-Coudrais era de 118 persones. Hi havia 48 famílies de les quals 12 eren unipersonals (8 homes vivint sols i 4 dones vivint soles), 16 parelles sense fills i 20 parelles amb fills.
La població ha evolucionat segons el següent gràfic:
Habitants censats

### Habitatges
El 2007 hi havia 69 habitatges, 48 eren l'habitatge principal de la família, 12 eren segones residències i 9 estaven desocupats. Tots els 66 habitatges eren cases. Dels 48 habitatges principals, 41 estaven ocupats pels seus propietaris, 4 estaven llogats i ocupats pels llogaters i 3 estaven cedits a títol gratuït; 4 tenien dues cambres, 6 en tenien tres, 16 en tenien quatre i 22 en tenien cinc o més. 42 habitatges disposaven pel capbaix d'una plaça de pàrquing. A 22 habitatges hi havia un automòbil i a 23 n'hi havia dos o més.

### Piràmide de població
La piràmide de població per edats i sexe el 2009 era:
| Homes | Edats   | Dones |
| ----- | ------- | ----- |
| 0     | 95 o +  | 0     |
| 4     | 90 a 94 | 0     |
| 0     | 85 a 89 | 4     |
| 0     | 80 a 84 | 0     |
| 0     | 75 a 79 | 0     |
| 0     | 70 a 74 | 0     |
| 0     | 65 a 69 | 0     |
| 0     | 60 a 64 | 4     |
| 4     | 55 a 59 | 0     |
| 0     | 50 a 54 | 0     |
| 0     | 45 a 49 | 4     |
| 4     | 40 a 44 | 4     |
| 4     | 35 a 39 | 0     |
| 8     | 30 a 34 | 8     |
| 4     | 25 a 29 | 8     |
| 0     | 20 a 24 | 0     |
| 0     | 15 a 19 | 0     |
| 4     | 10 a 14 | 0     |
| 0     | 5 a 9   | 4     |
| 8     | 0 a 4   | 8     |

## Economia
El 2007 la població en edat de treballar era de 86 persones, 63 eren actives i 23 eren inactives. De les 63 persones actives 62 estaven ocupades (37 homes i 25 dones) i 1 aturada (1 dona i 1 dona). De les 23 persones inactives 8 estaven jubilades, 11 estaven estudiant i 4 estaven classificades com a «altres inactius».
Activitats econòmiques
Dels 3 establiments que hi havia el 2007, 1 era d'una empresa de construcció i 2 d'empreses de comerç i reparació d'automòbils.
L'any 2000 a Saint-Denis-des-Coudrais hi havia 7 explotacions agrícoles que ocupaven un total de 171 hectàrees.

## Poblacions més properes
El següent diagrama mostra les poblacions més properes.